# روبرت هوكينز (كرة سلة)
روبرت هوكينز (بالإنجليزية: Robert Hawkins)‏ مواليد 30 يونيو 1954 في ديترويت - الوفاة 28 نوفمبر 1993، كان لاعب كرة سلة أمريكي. بدأ مسيرته الاحترافية في سنة 1975. تم اختياره من قبل فريق غولدن ستايت ووريورز خلال الدرافت. بلغ طوله 6 قدم 4 بوصة (1.9 م). اعتزل اللعب في 1979.

## المسيرة الاحترافية
لعب مع غولدن ستايت ووريورز في موسم 1975–1976، ثم لعب مع بروكلين نتس في موسم 1976–1977، ثم لعب مع ديترويت بيستونز في موسم 1978–1979.

## روابط خارجية
- روبرت هوكينز على موقع إن بي أي (الإنجليزية)
- روبرت هوكينز على موقع سبورتس رفرنس (الإنجليزية)
- روبرت هوكينز على موقع كلية كرة السلة في سبورتس رفرنس.كوم (الإنجليزية)
- روبرت هوكينز على موقع ريلجم (الإنجليزية)
- روبرت هوكينز على موقع بروبوليرز (الإنجليزية)